# Joseph Mesko von Felsö-Kubiny

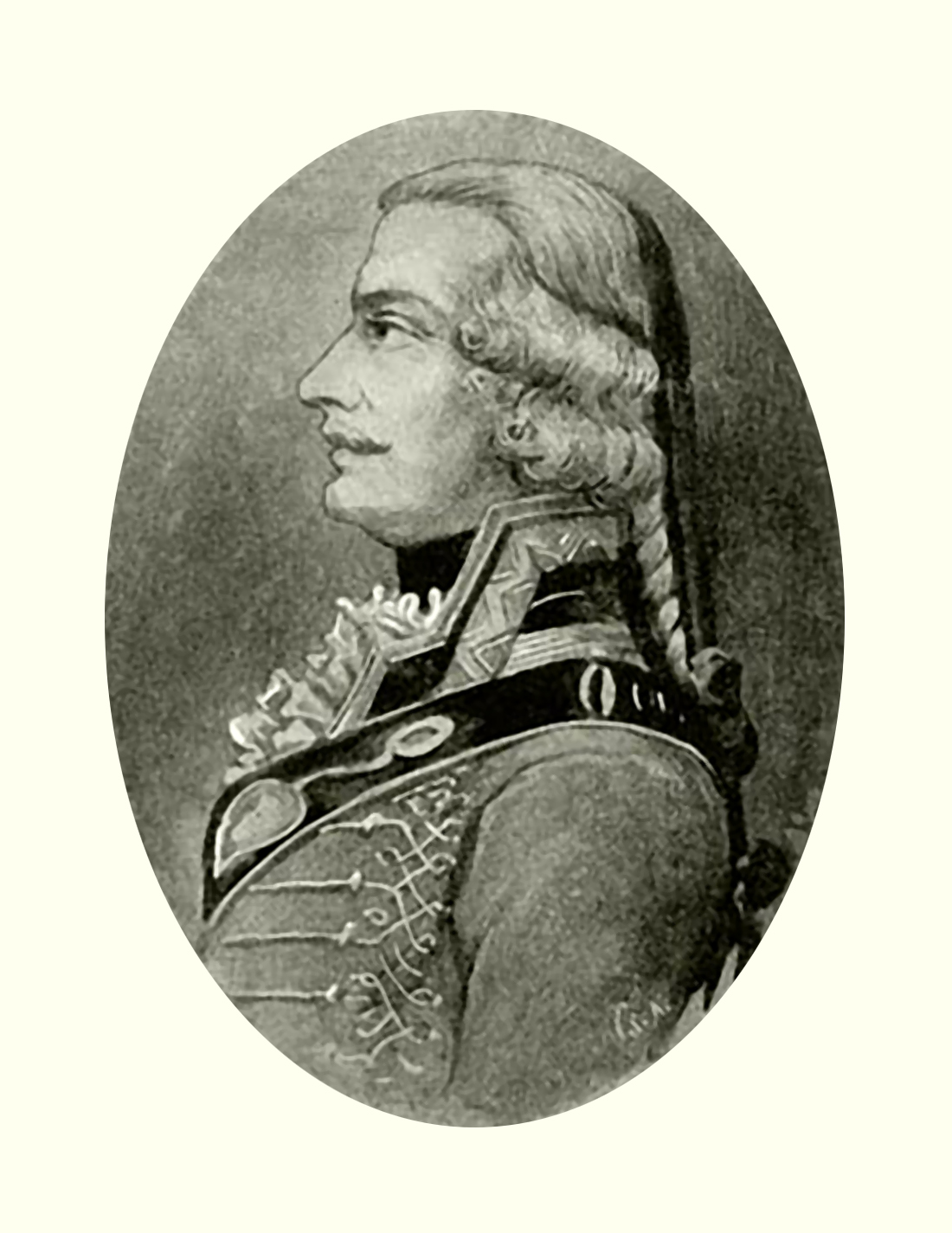
Joseph Mesko von Felsö-Kubiny (1762–1815)

Joseph Mesko von Felsö-Kubiny (* 28. Januar 1762 in Erdö-Tarcsá im Komitat Neograd (Ungarn); † 29. August 1815 in Güns) war k. k. Feldmarschall-Lieutenant, Kommandeur des Maria Theresien-Ordens und wurde in den österreichischen Freiherrenstand erhoben.

## Herkunft
Er entstammt einer alten ungarischen Adelsfamilie. Sein Vater starb bereits 1769, er wurde daher von dessen Ehefrau Johanna von Geday zusammen mit seinen Brüdern Johann und Samuel erzogen und von Hauslehrern unterrichtet. Mesko kam dann auf das Gymnasium in Ödenburg und sollte Jurist werden.

## Leben

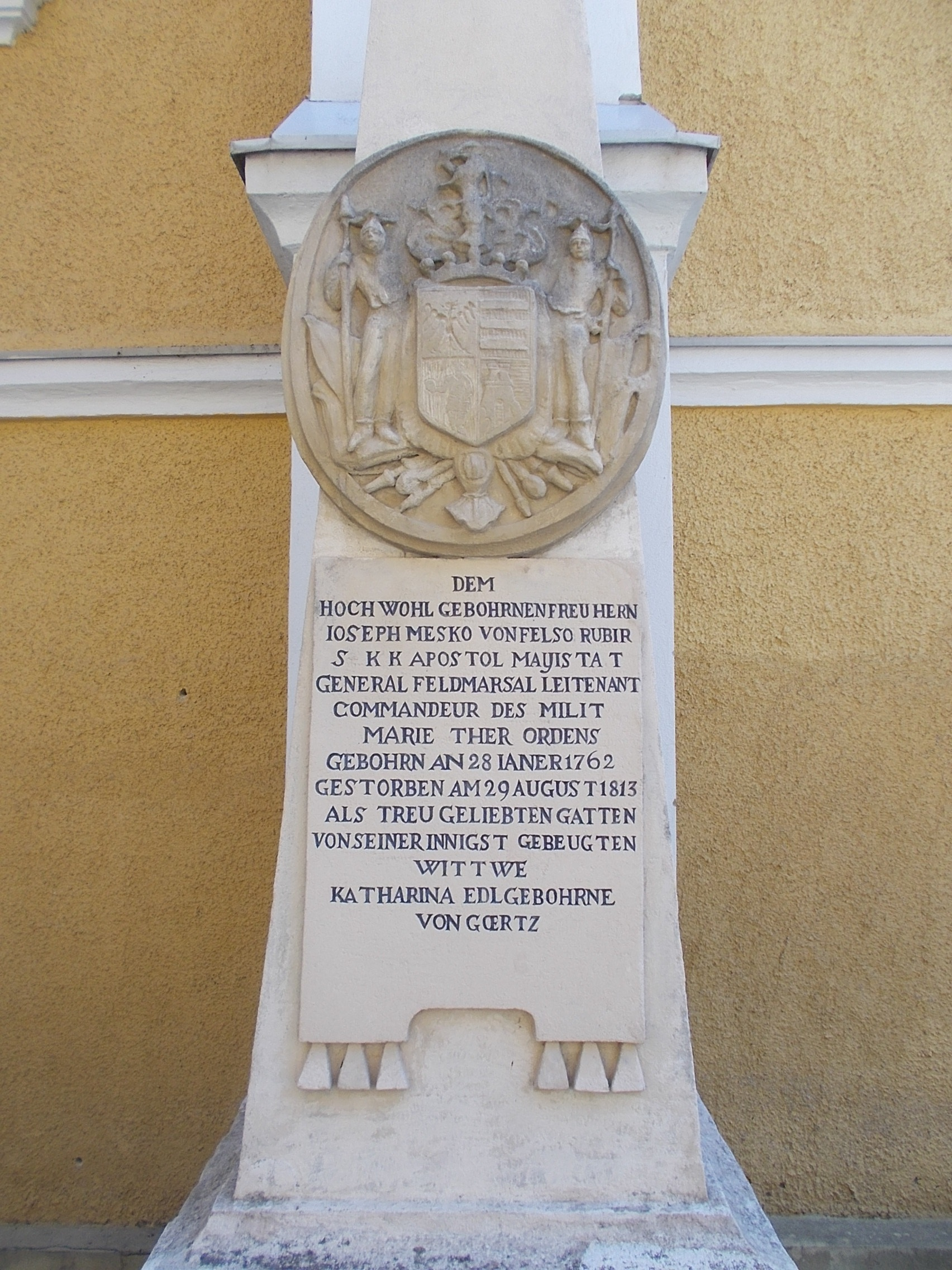
Grabstein in Güns mit falschem Todesdatum

Er ging aber 1778 in die kaiserliche Armee, die gerade im Bayerischen Erbfolgekrieg kämpfte. Er als Kadet das Husaren-Regiment Wurmser gesetzt. 1779 endete der Krieg und Mesko bildete sich weiter, 1780 wurde er Korporal und 1787 Unterleutnant. Er kämpfte im Feldzug gegen die Türken und stieg zum Oberleutnant auf in der persönlichen Leibwache des Generals Laudon, so auch bei der Belagerung von Belgrad (1789). Der Dienst war sehr unbeliebt, da der General launisch und sehr jähzornig war und sich überdies häufig in der vordersten Front aufhielt.
Mit dem Beginn der Koalitionskriege kam er 1792 als Rittmeister in das Husarenregiments Blankenstein und kämpfte in den Niederlanden. Am 7. September 1792 besetzte er das Chateau d’Abbay und nahm dessen Kommandanten sowie 80 Mann gefangen. Am 4. Juni 1796 kann er bei Altenkirchen die französischen Vorposten überwältigen und viele Gefangene machen. Er zeichnet sich in der Schlacht bei Würzburg aus und kommt 1797 als Major in das Husarenregiment Meszaros (Nr. 10). Aber schon im Jahr 1798 wurde er in das neuerrichtete Husarenregiment Nr. 7 versetzt. Inzwischen in Italien kämpfte er in der Schlacht bei Verona, er war an der Einnahme von Stadt und Zitadelle Casale, der Stadt Turin und bei dem Entsatz der belagerten Festung Ceva beteiligt.
Anfang 1800 war er im Susatal stationiert, wo die Franzosen den Mont Cenis besetzt hielten. Er entwarf einen Angriffsplan, der von seinem Kommandeur, dem FML Kaim, gebilligt wurde. Am 6. April 1800 brachen acht Kompagnien Infanterie um Mitternacht von Susa auf, um nach zweitägigem Marsch die Franzosen auf dem Mont Cenis aus dem Rücken anzugreifen. Die Überraschung glückte ohne eigene Verluste. Die Österreicher erbeuteten 18 Kanonen sowie alle Vorräte und Ausrüstung der Franzosen und machen 450 Gefangene. Einige wenige entkamen – darunter die Generäle Valette und Davin – entkamen nach Modane in Savoyen. Die Beute wurde nach Turin geschafft, aber der französische General Turreau, sollte dieses verhindern und griff am 11. April mit 3000 Mann bei Exilles an. Er verlor seinen Adjutanten und 170 Mann, auch ein Angriff am 18. Mai war ohne Erfolg. Turreau erhielt nun den Befehl nach Susa durchzubrechen, dazu sammelte er 5500 Mann, während Mesko nur 2500 Mann zur Verfügung standen. Am 22. Mai begann der Angriff der Franzosen, als Mesko sich am Ende des Tages zurückzog, hatten diese 1200 Mann verloren. Mesko wurde bei Avigliana am 26. Mai, am 2. und 4. Juni erneut angegriffen, er zog sich bis St. Ambrosio zurück, damit war der Durchbruch für die Franzosen gescheitert. Sie verloren über 4000 Mann, davon über 700 Gefangene. Mesko erhielt dafür bei der 66. Verleihung (am 18. August 1801) das Ritterkreuz des Maria-Theresien-Ordens, bereits im September 1800 war er zum Oberstleutnant und in November 1800 zum Oberst befördert worden. Die Zeit bis 1805 verbrachte er als Kommandant eines Detachements in der oberen Steiermark. Er konnte das Vordringen Marmonts über Leoben, Graz nach Marburg mehrfach stören und aufhalten.
Im Juni 1808 wurde Mesko zum Generalmajor befördert und erhielt im folgenden Jahr eine Brigade bei der ungarischen Militz-Armee (Insurrections-Armee). Er kämpfte in der Schlacht bei Raab, wo seine Brigade retten konnte, dafür erhielt er das Kommandeurskreuz des Maria-Theresien-Ordens (25. August 1809). Mesko kam nach Güns in Garnison.
Im April 1813 wurde er zum Feldmarschall-Lieutenant befördert und kam im Sechsten Koalitionskrieg in das Korps Klenau. Er kommandierte in der Schlacht bei Dresden eine Division. Er stand mit seinen schlecht ausgebildeten Soldaten auf dem linken Flügel, der zudem zu schwach besetzt war. Napoleon hatte diesen Fehler erkannt und ließ das Gelände besetzen und die gesamte Reiterei unter Latour-Maubourg angreifen, 40 Geschütze beschossen die Österreicher. Mesko geriet verwundet in Gefangenschaft, die Division wurde vernichtet.
Er wurde Ende des Krieges 1814 aus der Gefangenschaft entlassen.

## Tod
Er hatte 1796 in Siegburg die Tochter eines bayrischen Oberstleutnants Katharina von Görz kennengelernt und 1800 geheiratet. Die Ehe war kinderlos. Er zog sich nach seiner Entlassung mit seiner Frau nach Güns zurück, wo er bereits 1815 starb und auf dem dortigen Friedhof beigesetzt wurde. Seine Frau starb in den 1860er Jahren und wurde ebenfalls dort begraben.